# Koenraad Debackere
Koenraad Dirk Michel baron Debackere (Gent, 14 juli 1961) is een Belgisch bestuurder en hoogleraar aan de Katholieke Universiteit Leuven, waar hij verbonden is aan de faculteit Economie en Bedrijfswetenschappen en gespecialiseerd in technologie-, innovatiemanagement en innovatiebeleid. Van 2005 tot 2020 was hij algemeen beheerder van de universiteit. Sinds 2020 is hij ook voorzitter van de KBC Groep.

## Levensloop

### Studies
Koenraad Debackere studeerde burgerlijk ingenieur en managementwetenschappen. Hij promoveerde tot doctor in de managementwetenschappen aan de Rijksuniversiteit Gent na een onderzoeksperiode aan de MIT Sloan School of Management in de Verenigde Staten. Na zijn doctoraat verbleef hij middels het Fulbright-programma nog als post-doc aan Massachusetts Institute of Technology. Na enige jaren actief te zijn als deeltijds docent aan de Erasmus Universiteit Rotterdam in Nederland, en als NFWO-aangesteld navorser, werd hij in 1995 hoogleraar aan de Katholieke Universiteit Leuven.

### Academische carrière
Zijn onderzoek focust op technologie- en innovatiemanagement en -beleid, en de ontwikkeling van indicatoren voor het meten van het verband tussen wetenschap en technologie, het ontwerp en gebruik van bibliometrische indicatoren voor wetenschappelijk beleid te ondersteunen en de rol van ondernemerschap in universiteiten op de economische ontwikkeling.
In 1993, 1995 en 2009 won hij de Best Research Paper Awards van de American Academy of Management en in 1997 deze van het Decision Sciences Institute. In 2009 ontving hij de Outstanding Research Publication Award van de International Association for the Management of Technology. In 2006 werd hij de laureaat van de VBO-prijs voor wetenschappelijk onderzoek. In 2010 was hij de titularis van de Francqui-leerstoel in Economie en Bedrijfswetenschappen. Daarnaast is hij de promotor-coördinator van ECOOM, het Expertisecentrum O&O Monitoring.
In 2005 werd hij in opvolging van Vic Goedseels algemeen beheerder van de KU Leuven. In die positie is hij binnen de bestuursploeg verantwoordelijk voor de algemene en centrale diensten van de KU Leuven zoals algemene organisatie, stafdiensten, personeel, financiële en technische directies en de universiteitsbrede ICT. Na zijn benoeming tot voorzitter van de KBC Groep in het voorjaar van 2020 (zie hieronder) vond een groep KUL-professoren dat hij zijn functie als algemeen beheerder van de KU Leuven niet met die van voorzitter van de KBC Groep kon combineren en dat deze dubbele post voor belangenvermenging zou zorgen. Na druk van de Europese Centrale Bank werd in maart 2020 bekendgemaakt dat Debackere als algemeen beheerder zou aftreden. In september 2020 volgde Wim Desmet hem als algemeen beheerder op.
In januari 2022 volgde hij André Oosterlinck als voorzitter van de Associatie KU Leuven op.
Hiernaast is of was Debackere binnen de universiteit ook voorzitter van de raad van bestuur van Leuven.INC, afgevaardigd bestuurder van KU Leuven Research & Development (LRD) en voorzitter van de innovatievennootschap Gemma-Frisius Fonds. Ook was hij bestuurder van verschillende universitaire spin-offs, waaronder het biotechfonds TiGenix, waarvan hij voorzitter van de raad van bestuur was van de oprichting in 2000 tot 2007, wanneer Willy Duron hem opvolgde.
Sinds 2021 is hij lid van de Koninklijke Vlaamse Academie van België voor Wetenschappen en Kunsten.

### KBC
Door het management van de KBC Groep werd Debackere in januari 2020 aan de raad van bestuur voorgedragen als de nieuwe voorzitter van het bestuursorgaan. Debackere was reeds niet-uitvoerend bestuurder bij KBC Groep en KBC Verzekeringen als vertegenwoordiger van referentieaandeelhouder Cera. Zijn benoeming werd in maart 2020 goedgekeurd en op 7 mei 2020 trad hij in functie; hij volgde Thomas Leysen op.

### Overige functies
Als expert innovatie was Debackere reeds meermaals betrokken bij initiatieven in het kader van Vlaanderen in Actie (ViA), het strategisch plan van de Vlaamse Regering. In april 2013 werd hij door Kris Peeters aangesteld als de voorzitter van de Raad van Wijzen van het initiatief in opvolging van zijn collega-hoogleraar Koen Geens, toen deze een positie accepteerde als minister van Financiën in de regering-Di Rupo.
Sinds 2018 is hij bestuurder van materiaaltechnologiegroep Umicore. Ook is hij lid van de Hogeschoolraad van de Rheinisch-Westfälische Technische Hochschule in Aken. Verder is hij sinds 2015 bestuurder van de Arenberg Stichting.
Debackere is een van de zes onafhankelijke experts die als relancecomité de Vlaamse Regering moeten bijstaan bij de relance van de economie naar aanleiding van de coronacrisis.

### Privé
Debackere is de zoon van prof. dr. Michel Debackere (1930-2013), doctor in de veeartsenijkunde en gewoon hoogleraar in de veterinaire farmacologie en toxicologie aan de Universiteit van Gent. Hij is getrouwd en kreeg drie zonen. Het Fonds Tom Debackere van de KU Leuven dat onderzoek doet naar lymfoon is in 2012 opgericht na het overlijden van zijn zoon Tom (1991-2007).
In 2015 werd hij voorgedragen voor erfelijke adel met de persoonlijke titel van baron. Dit kreeg rechtsgevolg na het lichten van de open brieven op 18 september 2016.
- Gemeinsame Normdatei: 170894185
- International Standard Name Identifier: 0000 0000 4059 2937
- Library of Congress Control Number: n2005043038
- Nationale Bibliotheek van Israël: 987007328465905171
- Nederlandse Thesaurus van Auteursnamen: 157608786
- Virtual International Authority File: 242264742
- WorldCat: E39PBJpjdxDQQ8MvyHJWQWYQMP